# Discothyris vestigialis
Discothyris vestigialis là một loài bướm đêm trong họ Crambidae.